# Федорковская волость

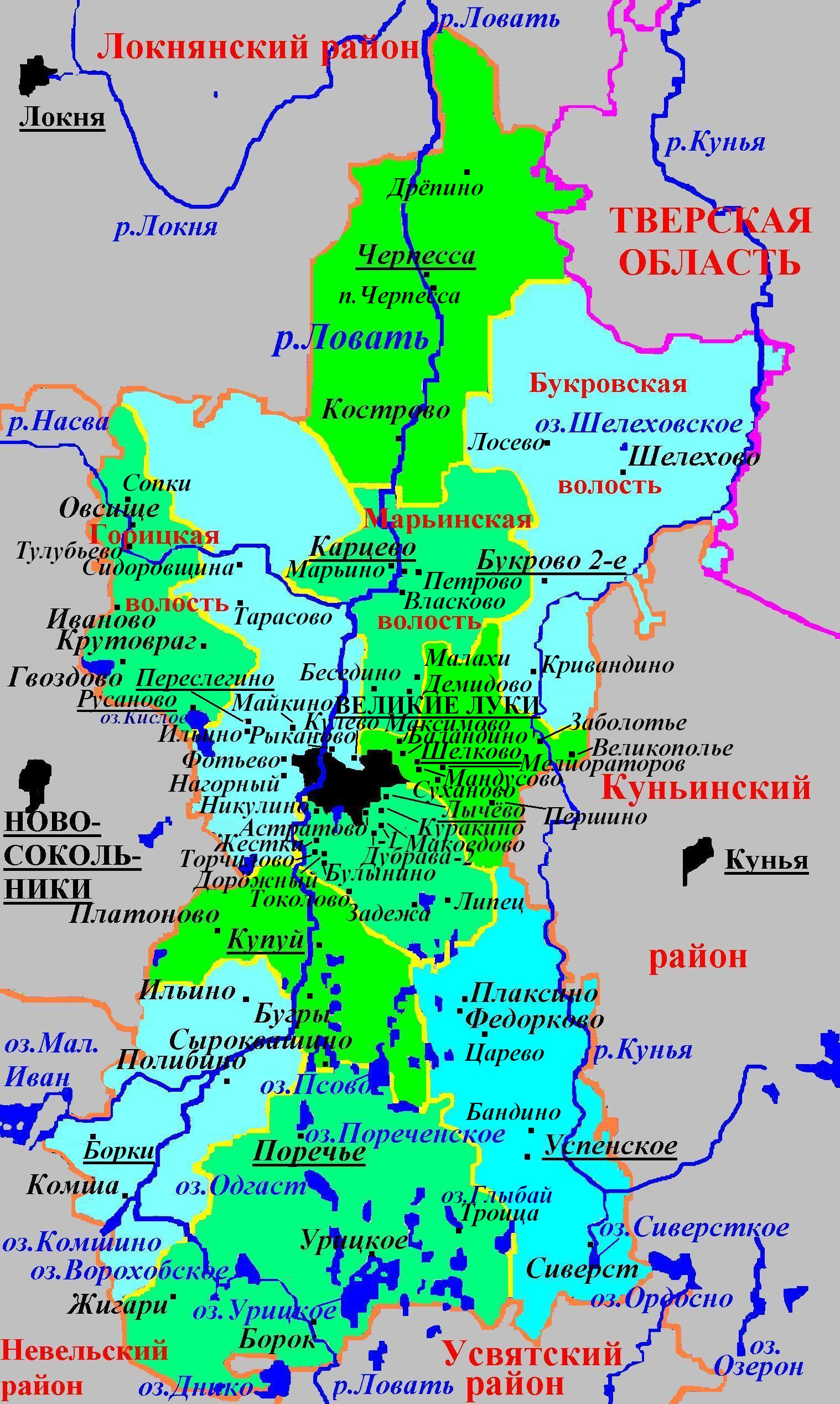
Административное деление Великолукского района в 2006—2014 гг.

Федорковская волость — упразднённая административно-территориальная единица 3-го уровня в составе Великолукского района Псковской области России. Существовала в 1995—2005 годах. Административный центр находился в деревне Федорково.

## Население
Численность населения волости по данным переписи населения 2002 года составила 722 человека.

## Населённые пункты
Список населённых пунктов Федорковской волости в 1995—2005 гг.:
| #  | деревня   | 2000 г., чел. | 2002 г., чел. | 2010 г., чел. |
| -- | --------- | ------------- | ------------- | ------------- |
| 1  | Анисимово | 13            | 15            | 16            |
| 2  | Березье   | 12            | 7             | 14            |
| 3  | Букино    | 78            | 85            | 84            |
| 4  | Васьково  | 12            | 9             | 11            |
| 5  | Гусаково  | 25            | 30            | 26            |
| 6  | Игнашево  | 11            | 15            | 14            |
| 7  | Кашино    | 13            | 10            | 5             |
| 8  | Колотово  | 0             | 0             | 0             |
| 9  | Комарово  | 10            | 8             | 12            |
| 10 | Ломки     | 4             | 5             | 2             |
| 11 | Лохново   | 8             | 6             | 5             |
| 12 | Мартиново | 19            | 16            | 8             |
| 13 | Мухино    | 5             | 6             | 9             |
| 14 | Песенково | 10            | 9             | 6             |
| 15 | Песчаха   | 11            | 8             | 0             |
| 16 | Пирогово  | 9             | 20            | 17            |
| 17 | Плаксино  | 179           | 193           | 199           |
| 18 | Разинки   | 9             | 12            | 7             |
| 19 | Рудново   | 25            | 24            | 12            |
| 20 | Савино    | 2             | 1             | 0             |
| 21 | Сенчиты   | 40            | 38            | 35            |
| 22 | Сигорицы  | 13            | 10            | 10            |
| 23 | Сопки     | 11            | 21            | 13            |
| 24 | Темрево   | 0             | 2             | 2             |
| 25 | Тронино   | 22            | 18            | 14            |
| 26 | Ушани     | 23            | 25            | 22            |
| 27 | Федорково | 58            | 59            | 69            |
| 28 | Химино    | 30            | 25            | 17            |
| 29 | Царево    | 57            | 45            | 60            |
| 30 | Щерганиха | 0             | 0             | 0             |

## История
Федорковский сельсовет
Территория бывшей Федорковской волости на момент 1914 года входила в состав Великолукского уезда Псковской губернии.
Постановлением Президиума ВЦИК РСФСР от 1 августа 1927 года в составе новообразованного Великолукского района Великолукского округа Ленинградской области был образован Плаксинский (д. Плаксино), Мишагинский (д. Мишагино) и Липецкий (д. Липец) сельсоветы. 17 июня 1929 года они вместе с Великолукским округом были переданы в состав Западной области. В 1930 году Великолукский округ ликвидирован в пользу области напрямую.
Указом Президиума Верховного Совета РСФСР от 10 марта 1945 года во вновь образованный Пореченский район новообразованной Великолукской области был передан Плаксинский и Мишагинский сельсоветы. Указом Президиума Верховного Совета РСФСР от  16 июня 1954 года Плаксинский и Мишагинский сельсоветы были объединены в Плаксинский сельсовет, а Липецкий и Бедринский сельсоветы Великолукского района — в Липецкий сельсовет. Решением Великолукского облисполкома от 18 мая 1955 года Мишагинский сельсовет был восстановлен. Указом Президиума Верховного Совета РСФСР от 2 октября 1957 года Пореченский район передан в состав Псковской области.  Указом Президиума Верховного Совета РСФСР от 23 марта 1959 года Пореченский район был упразднён и передан со всеми сельсоветами в состав Великолукского района. Решением Псковского облисполкома от 12 сентября 1959 года Липецкий и часть Лычёвского сельсовета объединены в Липецкий сельсовет; Плаксинский, Успенский и Сиверстский — в Успенский сельсовет; а Мишагинский (вместе с Великолукским и Берниковским) — в Купуйский сельсовет. Решением Псковского облисполкома от 13 февраля 1975 года Липецкий сельсовет в связи с переносом административного центра в д. Федорково был переименован в Федорковский сельсовет с включением части бывшего Плаксинского сельсовета.
Федорковская волость
Постановлением Псковского областного Собрания депутатов от 26 января 1995 года территории сельсоветов были переименованы в волости, в том числе Федорковский сельсовет был наименован как Федорковская волость.
Законом Псковской области от 28 февраля 2005 года Федорковская волость была упразднена, а её территория к 1 января 2006 года была включена в состав Успенской волости.